# Seznam členů sedmé Grónské zemské rady
Sedmá Grónská zemská rada se sešla celkem šestkrát:
| Severní inspektorát Grónska      | Jižní inspektorát Grónska       |
| -------------------------------- | ------------------------------- |
| 28. srpna – 20. září 1945        |                                 |
| 2. července – 22. července 1946  |                                 |
| 10. července – 22. července 1947 | 1. července – 12. července 1947 |
| 31. července – 14. srpna 1948    |                                 |
| 23. července – 5. srpna 1949     |                                 |
| 25. července – 5. srpna 1950     |                                 |

Zasedání v letech 1945, 1946, 1948, 1949 a 1950 se konala společně. Byla to předzvěst budoucího spojení obou částí Grónska.

## Členové
| Severní inspektorát Grónska | Severní inspektorát Grónska | Severní inspektorát Grónska | Severní inspektorát Grónska | Severní inspektorát Grónska | Severní inspektorát Grónska | Severní inspektorát Grónska | Severní inspektorát Grónska | Severní inspektorát Grónska | Severní inspektorát Grónska | Severní inspektorát Grónska                        |
| Volební obvod               | Jméno člena                 | Rok narození                | Povolání                    | 1945                        | 1946                        | 1947                        | 1948                        | 1949                        | 1950                        | Poznámky                                           |
| --------------------------- | --------------------------- | --------------------------- | --------------------------- | --------------------------- | --------------------------- | --------------------------- | --------------------------- | --------------------------- | --------------------------- | -------------------------------------------------- |
| 1                           | Peter Street                | 1902                        | Starší katecheta            | •                           |                             | •                           |                             |                             |                             |                                                    |
| 1                           | Johannes Filemonsen         | 1886                        | Lovec                       |                             | •                           |                             | •                           | •                           | •                           |                                                    |
| 2                           | Nikolaj Rosing              | 1903                        | Udstedsverwalter            | •                           | •                           | •                           | •                           |                             | •                           |                                                    |
| 2                           | Lars Lundblad               | 1900                        | Lovec                       |                             |                             |                             |                             | •                           |                             |                                                    |
| 3                           | Søren Kaspersen             | 1896                        | Starší katecheta            | (•)                         | •                           | •                           | •                           | •                           | •                           | Volby 1945 neplatné; zvolen v doplňovacích volbách |
| 3                           | Peter Egede                 | 1908                        | Udstedsverwalter            |                             |                             |                             |                             |                             |                             |                                                    |
| 4                           | Frederik Jensen             | 1900                        | Udstedsverwalter            | •                           | •                           | •                           | •                           | •                           | •                           |                                                    |
| 4                           | Jonas Petersen              | ?                           | Starší katecheta            |                             |                             |                             |                             |                             |                             |                                                    |
| 5                           | Marius Sivertsen            | 1906                        | Vorsteher                   | •                           | •                           | •                           | •                           | •                           | •                           |                                                    |
| 5                           | Amasa Fly                   | 1897                        | Lovec                       |                             |                             |                             |                             |                             |                             |                                                    |
| 6                           | Peter Mathæussen            | 1892                        | Starší katecheta            | •                           | •                           | •                           | •                           | †                           | †                           | 1949 zemřel                                        |
| 6                           | Frederik Lynge              | 1889                        | Koloniální správce          |                             |                             |                             |                             | •                           | ―                           |                                                    |
| 6                           | Johan Lange                 | 1909                        | Úředník                     | ―                           | ―                           | ―                           | ―                           | ―                           | •                           | Zvolen v doplňovacích volbách v roce 1949          |
| 6                           | Manasse Mathæussen          | 1915                        | Lovec                       | —                           | —                           | —                           | —                           | —                           |                             | Zvolen v doplňovacích volbách v roce 1949          |
| 7                           | Peter Nielsen               | 1905                        | Kancelářský asistent        | •                           | •                           | •                           | •                           |                             | •                           |                                                    |
| 7                           | Isak Kleist                 | 1894                        | Lovec                       |                             |                             |                             |                             | ―                           | ―                           |                                                    |
| 7                           | Peter Dalager               | 1888                        | Úředník                     | ―                           | ―                           | ―                           | ―                           | •                           |                             | Zvolen v doplňovacích volbách v roce 1949          |
| 8                           | Tobias Kruse                | 1898                        | Lovec                       | •                           | •                           | •                           | •                           | •                           | •                           |                                                    |
| 8                           | Hans Petersen               | 1899                        | Udstedsverwalter            |                             |                             |                             |                             |                             |                             |                                                    |
| 9                           | Peter Fleischer             | 1904                        | Obchodní asistent           | •                           | •                           | •                           | •                           | •                           | •                           |                                                    |
| 9                           | Edvard Kruse                | 1900                        | Starší katecheta            |                             |                             |                             |                             |                             |                             |                                                    |
| 10                          | Kristian Johansen           | 1915                        | Udstedsverwalter            | •                           | •                           | •                           | •                           | •                           | •                           |                                                    |
| 10                          | Johan Zeeb                  | ?                           | Lovec                       |                             |                             |                             |                             |                             |                             |                                                    |
| 11                          | Samuel Mathæussen           | 1905                        | Starší katecheta            | •                           | •                           | •                           | •                           |                             | •                           |                                                    |
| 11                          | Hendrik Olsen               | 1901                        | Obchodní asistent           |                             |                             |                             |                             | •                           |                             |                                                    |
| 12                          | Johan Thomasson             | 1892                        | Lovec                       | •                           | •                           | •                           | •                           | •                           | •                           |                                                    |
| 12                          | Sakæus Berthelsen           | ?                           | Katecheta                   |                             |                             |                             |                             |                             |                             |                                                    |
| Jižní inspektorát Grónska   |                             |                             |                             |                             |                             |                             |                             |                             |                             |                                                    |
| Volební obvod               | Jméno člena                 | Rok narození                | Povolání                    | 1945                        | 1946                        | 1947                        | 1948                        | 1949                        | 1950                        | Poznámky                                           |
| 1                           | Ferdinand Knudsen           | 1911                        | Udstedsverwalter            | •                           | •                           | •                           |                             |                             |                             |                                                    |
| 1                           | Silas Mouritzen             | 1903                        | Lovec                       |                             |                             |                             | •                           | •                           | •                           |                                                    |
| 2                           | Egede Boassen               | 1913                        | Lovec                       | •                           |                             | •                           |                             |                             |                             |                                                    |
| 2                           | Jacob Abelsen               | 1906                        | Úředník                     |                             | •                           |                             | •                           | •                           | •                           |                                                    |
| 3                           | Isak Lund                   | 1889                        | Starší katecheta            | •                           | •                           | •                           | •                           | •                           | •                           |                                                    |
| 3                           | Anders Nielsen              | ?                           | Starší katecheta            |                             |                             |                             |                             |                             |                             |                                                    |
| 4                           | Hans Lynge                  | 1906                        | Spisovatel                  | •                           |                             |                             |                             | ―                           | ―                           |                                                    |
| 4                           | Klaus Lynge                 | 1902                        | Vedoucí                     |                             | •                           | •                           | •                           |                             | •                           |                                                    |
| 4                           | Frederik Nielsen            | 1905                        | Ředitel školy               |                             |                             |                             |                             | •                           |                             | Zvolen v doplňovacích volbách v roce 1949          |
| 5                           | Isak Lund                   | 1902                        | Pastýř                      | •                           | •                           | •                           | •                           | •                           |                             |                                                    |
| 5                           | Lars Motzfeldt              | 1908                        | Pastýř                      |                             |                             |                             |                             |                             | •                           |                                                    |
| 6                           | Gerhard Egede               | 1892                        | Pastor                      | •                           |                             | •                           | •                           |                             |                             |                                                    |
| 6                           | Kristian Berthelsen         | 1894                        | Lovec                       |                             | •                           |                             |                             | •                           | •                           |                                                    |
| 7                           | Egede Motzfeldt             | 1907                        | Pekař                       | •                           | •                           | •                           | •                           | •                           | •                           |                                                    |
| 7                           | Ludvig Hammeken             | ?                           | Udstedsverwalter            |                             |                             |                             |                             |                             |                             |                                                    |
| 8                           | Jørgen Chemnitz             | 1890                        | Kancelářský asistent        | •                           | •                           | •                           | •                           |                             | •                           |                                                    |
| 8                           | Niels Hammeken              | ?                           | Udstedsverwalter            |                             |                             |                             |                             | ―                           | ―                           |                                                    |
| 8                           | Augo Lynge                  | 1899                        | Lektor v Semináři           |                             |                             |                             |                             | •                           |                             | Zvolen v doplňovacích volbách v roce 1949          |
| 9                           | Albrekt Skifte              | 1898                        | Kapitán                     | •                           | •                           | •                           | •                           | •                           | •                           |                                                    |
| 9                           | Niels Heilmann              | ?                           | Lovec                       |                             |                             |                             |                             |                             |                             |                                                    |
| 10                          | Karl Kreutzmann             | 1889                        | Lovec                       | •                           | •                           | •                           | •                           | •                           | •                           |                                                    |
| 10                          | David Rosing                | 1906                        | Lovec                       |                             |                             |                             |                             |                             |                             |                                                    |
| 11                          | Frederik Lennert            | 1900                        | Udstedsverwalter            | •                           | •                           | •                           | •                           |                             | •                           |                                                    |
| 11                          | Jørgen C. F. Olsen          | 1916                        | Telegrafista                |                             |                             |                             |                             | •                           |                             |                                                    |